# Billedskærerværktøj
Billedskærerværktøj er først og fremmest billedskærerjern, som har, hvad ethvert gement stemmejern også har: skæfte, angel og æg.
Laurits Jensen skriver i Billedskærerbogen, at han endnu bruger jern, han anskaffede i sin læretid omkring 1930, og det fortælles, at afdøde kollegers værktøj sælges på auktion til fordel for de efterladte.
Det stål, billedskærerjern er fremstillet af, skal på en gang være hårdt og smidigt. Det har været et problem, og førhen måtte man regne med, at ca. 10% godt kunne kasseres grundet kvaliteten, medens hærdningen i dag foregår i elektroovne og derfor er mere ensartet end tidligere (Jensen 1986), mens selve smedningen stadig foregår i hånden.
De fleste billedskærere foretrækker ottekantede skæfter, der er svagt ægformede eller let koniske med største diameter mod yderkanten; den ottekantede form gør, at de ikke ruller ned af bænken. I sjældne tilfælde har man set skæfterne skulpturelt udformede, men det hører til sjældenhederne, skønt mange endnu ynder at udforme deres hæfter selv frem for at købe dem færdige. Ofte vil skæftet være forsynet med en ring, der forhindrer det i at flække under brugen. Ligeledes er jernet forsynet med et kraftigt bryst mellem hals og angel.

## Jernenes navne
Billedskærerjern findes i mange forskellige former og i størrelser fra 1 – 60 mm. En del jern er helt lige, men mange af dem krumme. Laurits Jensen bruger bl.a. mejsler med helt lige skær, skråmejsler, hvor æggen er skrå i forhold til længdeaksen, samt fladjern, der har en svag krumning. De sidste bruges til flade hulninger og rundinger.
Endvidere snirkeljern, skærejern, huljern, der også kaldet zirjern. Huljernene kan være mere eller mindre højkæbede, u-formede – U-jern – hvilket er et udtryk for, hvor stor en del af en cylinder, der er udnyttet i dem.
Der er ligeledes en mængde forskelligartede jern, der har det til fælles, at de er krumme. Heriblandt findes fantasifulde navne som blomsterjern, fiskehalejern, og her finder vi også de omvendte jern, hvor fasen sidder modsat.
Grundjern, grundtjern, eller på fransk tarabiscot, det er et krumt jern med lige skær, der er anvendeligt i bunden af arbejdet.
Gejsfusjern, også kaldt bedefod, eller gedefod, hvoraf nogle er lige, andre krumme og leveres med "indvendig poleret skæreflade", hvordan det end skal forstås. Det betyder vel sagtens, at fasen er indvendig. Johs. Kristensen (1980) har udtrykket V-jern om dette.
Der er desuden nogle helt specielle jern, benævnt makaronijern, der nærmest er kasseformede med retvinklede sider og undertiden en svag krumning i bunden, som også benævnes skuffejern eller kassejern.
Laurits Jensen har ligeledes jern, han kalder stafjern, som er omvendte jern, beregnet til ophøjet arbejde, højt relief afrunding af staffer på rokokostole. Dertil kommer naturligvis en række huljern.
I dag køber billedskærere deres jern fra fabrikker, men tidligere gik de til den lokale smed med en form, en tegning eller et gammelt jern, når de havde brug for et nyt. Sådanne håndsmedede jern var af stærkt svingende kvalitet.
Nogle mener, at middelalderens billedskærere selv fremstillede deres jern, men dels tillod smedene det sikkert ikke, dels har billedskærerne næppe dengang haft den fornødne ekspertise på det felt.
I øvrigt har formerne ikke forandret sig synderligt siden billedskæreriets storhedstid under gotikken i 13 – 1400-tallet.

## Opbevaring af jernene
For at kunne holde styr på jernene opbevares de enten i en tøjramme eller i rullemappen, der her kaldes enten berliner eller trouseau, afhængigt af, om svenden gik på valsen til Paris eller til Tyskland.
Et velassorteret billedskærersæt indeholder nemt 150 – 200 jern, men de mest benyttede kan tælles på et par hænder. De øvrige er for specielle til, at de er i daglig brug, og er der blot for tilfældets skyld.
Prisen på billedskærerjern har nok forandret sig gennem årene, men forholdsvis koster de det samme – stort set en timeløn.